# Abbaye Notre-Dame de Berteaucourt-les-Dames
Pour les articles homonymes, voir Berteaucourt (homonymie).
L'abbaye Notre-Dame de Berteaucourt-les-Dames ne doit pas être confondue avec l'abbatiale de Berteaucourt-les-Dames, qui est l'église principale de l'abbaye.
L’abbaye Notre-Dame est une ancienne abbaye de religieuses bénédictines située à Berteaucourt-les-Dames dans le département de la Somme en Picardie.

## Historique

### L'abbaye auxXIeetXIIesiècles
La tradition orale rapporte que Gauthier de Pontoise, abbé de l'abbaye Saint-Martin de Pontoise, vit en songe la Vierge qui lui demandait de fonder un monastère de moniales. Vers 1092, il vint sur les bords de la Nièvre, affluent de la Somme, en 1094 où il fonda un ermitage et fit jaillir une source, l'actuelle source Saint-Gautier. Les pèlerins affluèrent. Gauthier retourna à Pontoise et y mourut en 1099.
Deux femmes, Heleguide (ou Elvige, ou bien Helchide) et Godelande (ou Godelinde), reprirent le flambeau et obtinrent en 1095 l'investiture canonique de l'évêque d'Amiens Gervin.
En 1108, la seconde abbesse obtint confirmation des privilèges et possessions de l'abbaye par Godefroy, évêque d'Amiens.
En 1176, une bulle du pape Alexandre III confirmait l'existence, les biens et privilèges de l'abbaye.
L'abbesse était seigneur de Berteaucourt et avait droit de basse, moyenne et haute justice.

### L'abbaye à l'époque moderne
Au XVIe siècle, l'abbaye fut soumise au régime de la commende. Le roi Henri IV nomma Angélique d'Estrées, sœur de Gabrielle d'Estrées, abbesse de Berteaucourt ; ainsi pouvait-il rendre visite à sa maîtresse logeant dans l'abbaye de sa sœur. 
À la veille de sa disparition, l'abbaye possédait des biens dans une cinquantaine de paroisses. Les revenus de l'abbaye s'élevaient à plus de 8 000 livres. Elle possédait une rente de l'hôtel de ville de Paris d'un capital de 2 500 livres en 1714. Les abbesse jouissaient d'une grande popularité parmi les habitants des environs à cause des aumônes et autres libéralités qu'elles distribuaient.

### La disparition de l'abbaye
Déclarée bien national à la Révolution, les biens de l'abbaye furent mis en vente le 15 février 1791. En 1823, une offre de vente prouve que la plus grande partie de l'abbaye était toujours debout. De nombreux bâtiments furent détruits par la suite, et la moitié de l'église abbatiale fut démolie, l'autre moitié servant désormais d'église paroissiale.

## Vestiges

### Hostellerie
Le logis abbatial, construit dans la seconde moitié du XVIIIe siècle, appelé l'hostellerie est le seul bâtiment subsistant de l'abbaye. Laissé longtemps à l'abandon, il fut restauré en 2006-2007 après une tempête qui l'endommagea. Les façades sont de belle facture, ordonnancées par des pilastres à refends, des chaînes d'angles et des bandeaux horizontaux ; l'appareillage est très soigné.
L’intérieur est ruiné mais subsistent encore un four à pain et une vaste salle. Une partie du mur d'enceinte de l'abbaye est encore visible.
L'hostellerie a été classée monument historique en 1995. 

### Iconographie
Au XIXe siècle, les frères Duthoit réalisèrent de nombreux dessins de l'église et des vestiges de l'abbaye qui sont conservés à Amiens au musée de Picardie.

## Abbesses
- 1095 : Heleguide, Elvige ou Helchide.
- vers 1105 : Risende.
- 1108 : Godelande.
- 1585 : Antoinette Charlotte de Halluin[5].
- 1586-1610 : Angélique d'Estrées (vers 1570-1634), puis nommée par Henri IV, à la demande de Gabrielle d'Estrées, abbesse de l'Abbaye de Maubuisson en 1594[6],[7],[8].
- 1642 : Angélique Marguerite Bournel (morte après 1642), fille de Marguerite d'Estrées et nièce de Gabrielle d'Estrées et d'Angélique d'Estrées.